# Christian Ofenbauer
Christian Ofenbauer (* 24. März 1961 in Graz) ist ein österreichischer Komponist, Musiktheoretiker und Organist.

## Leben
Christian Ofenbauer ist in Kärnten aufgewachsen und erhielt im Alter von fünf Jahren seinen ersten Violinunterricht. Dem folgte von 1972 bis 1979 eine Ausbildung in Orgel und Musiktheorie am Kärntner Landeskonservatorium in Klagenfurt.
In den Jahren von 1979 bis 1987 studierte Ofenbauer an der Universität für Musik und darstellende Kunst Wien Orgel bei Herbert Tachezi, Tonsatz bei Alfred Uhl und Komposition bei Friedrich Cerha. Von 1982 bis 1987 folgten Privatstudien zur Aufführungspraxis Alter Musik bei Josef Mertin. Parallel dazu absolvierte er von 1986 bis 1987 einen Studienaufenthalt in Paris, bei dem er Kontakte zu Pierre Boulez aufbaute.
Im Jahr 1988 folgte der Magister-Abschluss an der Universität für Musik und darstellende Kunst Wien mit dem Thema „SPIEGEL 1-7 von Friedrich Cerha. Analyse und ihre musikdramatische Umsetzung“.
Neben zahlreichen Konzerten und Rundfunkaufnahmen in den Jahren von 1980 bis 1992 als Organist im In- und Ausland wirkte Ofenbauer von 1982 bis 1987 als Titularorganist an der Votivkirche der Erzdiözese Wien. Von 1986 bis 1991 übte Ofenbauer eine Lehrtätigkeit für Analyse und Interpretation sowie Stilkunde und Aufführungspraxis an der Musikhochschule Graz aus. Daneben war er von 1985 bis 1992 freier Mitarbeiter der Universal Edition sowie 1988 und 1991/1992 Gastdozent und Gastprofessor am Institut für Angewandte Theaterwissenschaft der Justus-Liebig-Universität Gießen in Deutschland.
Seit dem Jahr 2001 ist Ofenbauer als Professor für Harmonielehre und Kontrapunkt an der Universität Mozarteum Salzburg tätig. Seine Promotion in Musikwissenschaft erfolgte im Jahr 2016 an der Universität Salzburg mit einer musikphilosophischen Studie über Schönberg, Cage und Adorno.

## Auszeichnungen
- 1984: Förderpreis des Theodor-Körner-Fonds
- 1985: Förderpreis der Stadt Wien[5]
- 1986: Staatsstipendium der Republik Österreich für Komposition
- 1990: Nadia and Lili Boulanger International Foundation Lili Boulanger Memorial Award Boston[6]
- 1990: Staatsstipendium der Republik Österreich für Komposition
- 1991: Erste Bank Kompositionspreis[7]
- 1991: Förderpreis der Kärntner Landesregierung
- 1994: Casinos Austria Opernstipendium des Kompositionswettbewerbs Medea – Oper
- 1996: Erster Preis beim Kompositionswettbewerb „Wiener Tage der zeitgenössischen Klaviermusik“[8]
- 1999: Kompositionsstipendium der Kärntner Landesregierung für „SzenePenthesileaEinTraum - Oper nach Heinrich von Kleists Trauerspiel Penthesilea“

## Werke (Auswahl)

### Ensemblemusik
- Drei Lieder – für hohen Sopran und Kammerensemble nach Texten von Gustav Meyrink (1983)[9]
- Zwei Stücke für Violoncello und Klavier (1985)[9]
- ...durchsichtig bewegt... – Für Kammerensemble und Tonband (1987)[9]
- SIMULTAN – für Klavier und Telefonzeitansage (Tonband) (1988)[9]
- BruchStück 3 – Odysseusfragment, Quartett für Klavier, Viola d’amore, Violoncello und Hammondorgel (1990)[9]
- Klaviertrio – für Klavier, Violine und Violoncello (1990)[9]
- BruchStück IV MEDEAKOMMENTAR – für 3 Violinen und Präp. Klavier (Version A) (1992)[9]
- Mechanische Bagatelle – Duo für Violine und Klavier (1993)[9]
- Zwei Stücke für 8 Flöten (1996)[9]
- STREICHQUARTETTSATZ – für zwei Violinen, Viola und Violoncello (1997)[9]
- Kommt Sirenen klagt – Motette über die Figur der doppelten Helena (1998)[9]
- Zerstörung des Zimmers / der Zeit – Fassung für Streichquartett (1999)[9]
- BruchStück 7: Begleitmusik zu einer Schauspielszene – für Streichquartett und zwei im Vierteltonabstand gestimmte Klaviere (2000)[9]
- Zerstörung des Zimmers / der Zeit – Konzertfassung für Streichquartett und Klavier (2000)[9]
- for martha keller – für Holzbläserquintett (2001)[9]
- Albumblatt 2005 – Duo für Fagott und Klavier (2005)[9]
- für janna polyzoides – Zweites Konzertstück für Klavier und Ensemble (2006)[9]
- Streichquartettsatz Nr. 2 – für zwei Violinen, Viola und Violoncello (2008)[9]
- Streichquartettsatz Nr. 3 – für zwei Violinen, Viola und Violoncello (2009)[9]
- Streichquartettsatz Nr. 4 (BruchStück IX) – für zwei Violinen, Viola und Violoncello (2010)[9]
- Streichquartettsatz Nr. 5 – für zwei Violinen, Viola und Violoncello (2011)[9]
- Streichquartettsatz Nr. 6 – für zwei Violinen, Viola und Violoncello (2011)[9]

### Solomusik
- FÜNF STÜCKE für große Orgel (1983–1984)[9]
- Katalog 1 – Ein Klavierstück in 16 Teilen (1984)[9]
- Katalog 2 – für Klavier (Versionen A-E) (1986)[9]
- BruchStück I – für Violoncello solo (1987)[9]
- BruchStück 2 – für Klavier solo (1988)[9]
- Albumblatt für J. M. – für Klavier solo (1990)[9]
- BruchStück IV – MEDEAKOMMENTAR für präp. Klavier (Version B) (1992)[9]
- ARGONAUTENSTUDIE (Studio per un Argonauta) – für präp. Kontrabass (1993)[9]
- Klavierstück 1995 (Bruch Stück 6) – (1995)[9]
- Zerstörung des Zimmers / der Zeit – Fassung für Klavier solo (1999)[9]
- Albumblatt für Karl Wagner – 30 Takte für Klavier (2003)[9]
- BruchStück 8 – für Violine solo (oder Viola solo) (2008)[9]
- Albumblatt für Rudolf zur Lippe – für Violoncello solo (2010)[9]

### Orchestermusik
- Sonate op. 1 – (Alban Berg), Bearbeitung für großes Orchester (1984)[9]
- ...wie eine Nachtmusik – für großes Orchester (1986)[9]
- Tod des Hektor – Musiktheater nach Texten von Heiner Müller, Johann Wolfgang von Goethe und Homer (1987)[9]
- Sospir – fragmenté par polyphonie – für großes Orchester (1988)[9]
- Odysseus/Abbruch/Sirenen – Klavierkonzert mit großem Orchester (1989)[9]
- Medea – Oper nach Texten von Heiner Müller (1990–1994)[9]
- Prolog und Epilog – aus „Medea“ für Orchester und Tonband (1993)[9]
- BruchStück 6 – für großes Orchester (1996)[9]
- Erstes Frankfurter Prélude/Zwei Kraniche und Wolken – für fünf Orchestergruppen (1997)[9]
- Zweites Frankfurter Prélude/Zwei Kraniche und Wolken – Double – für 84 Instrumente (1998)[9]
- SzenePenthesileaEinTraum – Oper nach Heinrich von Kleists Trauerspiel Penthesilea ()[9]
- Seitensicht / Nacht – für symphonisches Blasorchester (2013)[9]
- Das Satyrspiel 2019/20 – Geschachtelte Musik zu Bildern für großes Orchester (Letzter Teil der Antiken Tetralogie) (2019–2021)[9]

## Diskografie
- Zwei Frankfurter Preludes – (NEOS Music) 1999
- Zerstörung des Zimmers der Zeit – (ein_klang records) 2011
- Streichquartette – (NEOS Music) 2013
- Zerstörung des Zimmers der Zeit – (NEOS Music) 2019/2020
- Für Janna Polyzoides – (paladino music) 2021